# Hitman: Agent Jun
Pour plus de détails, voir Fiche technique et Distribution.
Hitman: Agent Jun (hangeul : 히트맨 ; RR : Hiteumaen) est une comédie d'action sud-coréenne co-écrite et réalisée par Choi Won-sub et sorti en 2020 en Corée du Sud. Elle raconte l'histoire d'un tueur à gages du gouvernement qui fait croire à sa propre mort pour se consacrer à sa passion : la réalisation de bandes dessinées.
Elle totalise presque 2,5 millions d'entrées au box-office sud-coréen de 2020.

## Synopsis
Jun (Kwon Sang-woo), un ancien tueur à gages légendaire de l'équipe antiterroriste du NIS passionné par la réalisation de bande dessinée, décide de suivre son rêve et fait croire à sa mort lors d'une mission pour le NIS.
Quinze ans plus tard, Jun est maintenant marié avec Mi-na (Hwang Woo-seul-hye (en)) et a une fille (Lee Ji-won). Il écrit des webcomics à plein temps, mais ses bandes dessinées ne sont pas très populaires au point que sa BD en cours est annulée en raison de critiques négatives. Furieux de cette nouvelle, il sort le soir et s’enivre tout en réfléchissant aux conseils de sa fille d'écrire une histoire sur sa propre vie. Sous l'influence de l'alcool, il commence une bande dessinée sur son ancienne vie de tueur à gages du NIS. Le lendemain matin, miné par la gueule de bois, Jun se rend compte que la bande dessinée qu'il a réalisé la nuit dernière a été mise en ligne et contient des renseignements classifiés sensibles.

## Fiche technique
- Titre original : 히트맨
- Titre international : Hitman: Agent Jun
- Réalisation : Choi Won-sub
- Scénario : Choi Won-sub et Shin Joong-ryeol
- Photographie : Park Se-seung
- Montage : 	Kim Chang-joo
- Musique : Park Gi-heon
- Production : Gu Tae-jin et Jang You-joung
- Société de production : Berry Good Studio
- Société de distribution : Lotte Cultureworks
- Pays d’origine :  Corée du Sud
- Langue originale : coréen
- Format : couleur
- Genre : Comédie d'action
- Durée : 110 minutes
- Date de sortie :
  - Corée du Sud : 22 janvier 2020
  - Viêt Nam : 14 février 2020
  - Indonésie : 19 février 2020
  - Singapour : 20 février 2020
  - Taïwan : 6 mars 2020
  - Japon : 25 septembre 2020

## Distribution
- Kwon Sang-woo : Jun
- Jeong Jun-ho : Deok-gyu
- Hwang Woo-seul-hye (en) : Mi-na
- Lee Yi-kyung : Cheol
- Lee Ji-won : Ga-young